# Ceropegia maculata
Ceropegia maculata är en oleanderväxtart som beskrevs av Richard Henry Beddome. Ceropegia maculata ingår i släktet Ceropegia och familjen oleanderväxter. Inga underarter finns listade i Catalogue of Life.